# Świątynia konsumpcji
Świątynie konsumpcji - termin z zakresu socjologii konsumpcji oznaczające miejsca służące konsumpcji dóbr, takie jak centra handlowe, które w społeczeństwach konsumpcyjnych przybrały formy i funkcje przypominające miejsca sakralne.
Metafora świątyń konsumpcji pojawia się m.in. w teorii społeczeństwa konsumpcyjnego George'a Ritzera i płynnej nowoczesności Zygmunta Baumana.
Świątynie, jako największe i najbardziej spektakularne budynki, stały się w nowoczesnych społeczeństwach wzorem również dla świeckich budowli. W wiktoriańskiej Anglii wzorowano na nich budynki przemysłowe, np. stacje kolejowe. Dzięki swojemu ogromowi miały gromadzić masy i wzbudzać w nich podziw. Podobny efekt starają się osiągnąć współczesne centra handlowe.
W 1965 roku otwarto Southdale Center w Edinie - pierwsze nowoczesne, w pełni zamknięte centrum handlowe, na wzór którego zaczęto budować od tej pory wszystkie inne. Drugstore, czyli nowe centra handlowe oprócz zakupów oferowały także rozrywkę.
Centra handlowe stają się z kolei wzorcem dla innych miejsc na przykład lotniska, kasyna, czy dworce kolejowe. Oferują one szeroki wachlarz usług, dóbr konsumpcyjnych, punktów sprzedaży. Dla Ritzera, jedną z cech charakterystycznych świątyń konsumpcji jest połączenie konsumpcji z innymi, dawniej wydzielonymi obszarami życia, a także przekształcenie w miejsca konsumpcyjne miejsc, pełniących niegdyś inne funkcje.
Współczesne statki wycieczkowe przestały pełnić funkcje środków transportu, a głównym powodem, dla którego się wypływa, jest rozrywkowy charakter rejsu. Zbudowany w 1946 roku w Las Vegas Flamingo Hotel stał się pierwowzorem współczesnego kasyna. Współczesne kasyna, połączone są z całą siecią sklepów i punktów. Restauracje zaczynają oferować także różne formy rozrywki (np. Hard Rock Cafe), co Ritzer określa jako eatertainment (jedzenie+rozrywka).
Miejsca takie sprzyjają postawom konsumpcyjnym i zwiększają poziom konsumpcji. Nowe ośrodki konsumpcji zaczynają pełnić też funkcje publiczne. Przejmują role parków, podwórek, placów. Nie są to miejsca służące tylko do robienia zakupów, ale stają się miejscem spotkań, wystaw, koncertów. W centrach handlowych oprócz sklepów są także kina, restauracje, banki, hotele, fitness kluby i wiele innych miejsc, które maja umożliwić konsumentom rozrywkę i rekreację.